# 아크니스테
아크니스테(라트비아어: Aknīste)는 라트비아 남부에 위치한 도시로 면적은 133km2, 인구는 1,951명, 인구 밀도는 15명/km2이다. 아크니스테 시의 행정 중심지이며 리투아니아 국경과 가까운 지점에 위치한다.

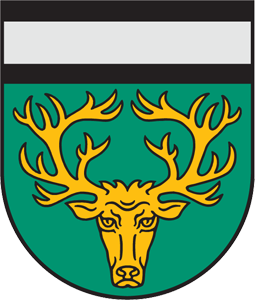
시 문장

## 같이 보기
- 라트비아 유대인